# 弹性体
弹性体（英語：Elastomer）是一类具有粘弹性的聚合物。与其它材料相比，弹性体一般具有较低的杨氏模量和较高的破坏应变。这个词经常与橡胶混用。构成弹性体的单体一般是含有碳，氢，氧与（或）硅的化合物。在玻璃转化温度以上，弹性体为无定形体，链节运动变得容易。在常温下，橡胶一般较软（E~3MPa）且容易变形。弹性体主要用于制造黏合剂、密封部件、轮胎、鞋底等。据预测，至2020年，全球的与橡胶产业相关的收入将达到560亿美元。橡胶的重要性由此可见一斑。

## 背景

(A)是施加压力前的橡胶，(B)是同一橡胶变形后的状态，在压力撤去之后，橡胶会恢复A中的形态。（黑点表示交联点）

弹性体一般是热固性聚合物（需硫化处理），但也可以是热塑性塑膠。聚合物长链在硫化的时候发生交联。弹性体的结构可以用“義大利麵与肉丸”的模型来描述，其中“肉丸”表示交联点。弹性与长链在受到外部压力时发生的构象变化有关。而"交联点"的存在则保证了当外力撤去以后，弹性体能够恢复原来的形状。由于结构上的这些特性，不同的弹性体可以在广至5%至700%的范围内发生形变而不破坏其结构，具体范围则与弹性体的种类有关。缺少交联或过短、刚性过强的链都会使弹性体弹性下降，易于发生塑性形变。
弹性体的弹性也有可能不是由于交联，而是由于热力学因素而产生的。

## 实例[3][7]
在本节中，每种橡胶后面给出了其英文名称和（或）其缩写。例如，顺丁橡胶一般简写为BR。
可以硫化的不饱和橡胶：
- 聚异戊二烯类：顺聚-1,4-异戊二烯 （天然橡胶，Natural Rubber）与反聚-1,4-异戊二烯（马来乳胶）
- 合成聚异戊二烯橡胶（Isoprene Rubber）
- 顺丁橡胶 （顺聚-1,4-丁二烯，Butadiene Rubber）
- 聚氯丁二烯橡胶（即氯丁橡胶，Chloroprene Rubber）
- 丁基橡胶 （异丁烯 与异戊二烯的共聚物，Isobutylene Isoprene Rubber）
  - 卤化 丁基橡胶
- 丁苯橡胶 （苯乙烯与丁二烯的共聚物,，Styrene Butadiene Rubber）
- 丁腈橡胶 （丙烯腈与丁二烯的共聚物， Nitrile Butadiene Rubber）
  - 氢化 丁腈橡胶（Hydrogenated Nitrile Butadiene Rubber）

不能再硫化的饱和橡胶：
- 乙丙橡胶系列，包括乙丙橡胶（乙烯与丙烯的共聚物，英文缩写EPM）与三元乙丙橡胶（乙烯、丙烯与丁二烯的共聚物，英文缩写EPDM）
- 环氧氯丙 橡胶（ECO）
- 聚丙烯酸酯类 （ACM, ABR）
- 硅橡胶 (SI, Q, VMQ)
- 氟硅橡胶（FVMQ）